# Langues manenguba
 (décembre 2020).
Si vous disposez d'ouvrages ou d'articles de référence ou si vous connaissez des sites web de qualité traitant du thème abordé ici, merci de compléter l'article en donnant les références utiles à sa vérifiabilité et en les liant à la section « Notes et références ».
Les langues manenguba, également connues sous le nom de groupe mbo, sont un groupe de langues bantoues étroitement liées, parlées sur et autour de la chaîne de montagnes Manenguba dans le sud-ouest du Cameroun.
Les personnes parlant les différentes langues manenguba appartiennent aux clans ou groupes ethniques suivants : Mienge, Mbo, Basossi, Bakossi, Elung, Nninong, Mousmenam, Manengouba, Bareko, Manehas, Bakaka, Balondo, Babong et Bafun. La population parlant les langues manengouba était estimée en 1984 à environ 230 000 personnes.
Selon Hedinger (1984), il existe au moins 23 langues et dialectes manenguba différents. Le plus connu d'entre eux, et le premier à avoir une grammaire écrite, est l'akoose, parlé dans une large zone à l'ouest de la montagne.